# 伊苏系列
伊苏系列（發音：[iːsɯ]，/ˈiːs/）是日本Falcom所製作的一系列動作角色扮演遊戲。首作於1987年在PC-8801上推出，後来發展到多個遊戲平台上。截至2017年，全系列累計銷量達480萬套。美版《伊蘇I》曾經由於世嘉MS版的錯誤，標題誤植為「Y's」。
系列以紅髮的少年冒險家「亞特鲁·克里斯汀（Adol Christin）」為主角，描述其探索古文明與冒險的經歷。與英雄傳說系列並列為Falcom的兩大招牌系列作。從1987年的第一代作品《伊蘇I》開始，本篇共有十代作品。以及前傳中主角並非為亞特鲁的一部作品。操作上為即時性的戰鬥，通常只有奔跑、跳躍、揮劍、施展法術，沒有複雜的指令，向來以操作容易但富挑戰性的遊戲趣味著稱，再加上Falcom精良的美工和音樂設計，使伊蘇系列不但是Falcom的代表作之一，也是ARPG類型的指標性的作品。在遊戲裡是看不到亞特魯的台詞，只以旁白的對話框描述劇情，成為伊蘇系列的特色。
作品的初版及各式PC平台的移植都是由Falcom負責開發與行銷。其他家用遊戲機的移植則由Falcom授權的廠商執行，稱為「移植版」。後來隨著電腦技術的進步，Falcom便依新系統平台的性能而做修正與變更，並添加一些新的遊戲元素或情節，這種版本稱為「重製版」。
在《伊蘇I》推出之前，角色扮演遊戲（RPG）正處於競逐遊戲難度的時代。雖然有很多遊戲玩家對研究及破解難題樂在其中，但也有很多玩家不喜歡過於艱難的遊戲。Falcom所設計的伊蘇系列即以此為市場切入點，以「現在開始，RPG進入温和的時代」（今、RPGは優しさの時代へ）的宣傳口號為號召，改變了RPG追逐難度的極端生態。除此之外，因為遊戲過於簡單便會使挑戰性與遊戲性大幅下降，所以伊蘇也在「遊戲平衡度」上極力調整，達到「容易上手而又不失挑戰」的平衡佳境。這種「人性化」的觀念對後來各類遊戲的開發設計都有深遠影響。
因為伊蘇在電子遊戲上的成功，所以之後也推出OVA化、小說化、漫畫化的作品，擴展到遊戲以外的媒體上，可說是標準的ACG代表題材。

## 歷史
| 1987 | 伊苏 失落的伊苏古国 序章         |
| 1988 | 伊苏II 失落的伊苏古国 终章       |
| 1989 | 来自伊苏的冒险者                 |
| 1989 | 伊苏I·II                         |
| 1990 |                                  |
| 1991 |                                  |
| 1992 |                                  |
| 1993 | 伊苏IV 太阳的假面                |
| 1993 | 伊苏IV 伊苏的黎明                |
| 1994 |                                  |
| 1995 | 伊苏V 失落的沙之都凯芬           |
| 1996 |                                  |
| 1997 |                                  |
| 1998 |                                  |
| 1999 |                                  |
| 2000 |                                  |
| 2001 |                                  |
| 2002 |                                  |
| 2003 | 伊蘇VI -納比斯汀的方舟-          |
| 2004 |                                  |
| 2005 | 伊蘇 -菲爾迦納的誓約-            |
| 2006 | 伊苏战略版                       |
| 2006 | 伊苏：起源                       |
| 2007 | 伊苏战记                         |
| 2008 |                                  |
| 2009 | 伊蘇7                            |
| 2010 | 伊苏vs.空之轨迹 Alternative Saga |
| 2011 |                                  |
| 2012 | 伊苏 塞尔塞塔的树海              |
| 2013 |                                  |
| 2014 |                                  |
| 2015 |                                  |
| 2016 | 伊蘇VIII -丹娜的隕涕日-          |
| 2017 |                                  |
| 2018 |                                  |
| 2019 | 伊蘇IX -怪人之夜-                |
| 2020 |                                  |
| 2021 |                                  |
| 2022 |                                  |
| 2023 | 伊蘇X -北境歷險-                 |

- 1987年 6月21日- 第一代《伊蘇I（艾斯塔里亞篇）》於PC-88平台發售。
- 1988年 4月22日- 第二代《伊蘇II（空中王國伊蘇篇）》於PC-88平台發售。
- 1989年 7月21日- 第三代《伊蘇III 伊蘇歸來的漂泊者（菲爾佳娜篇）》於PC-88平台發售。
- 1993年11月19日- 第四代《伊蘇IV 太陽的假面 （塞爾塞塔篇，TONKINHOUSE開發）》於SFC平台發售。
- 1993年12月22日- 第四代《伊蘇IV 伊蘇的黎明（塞爾塞塔篇，Hudson開發）》於PCE與SUPER CD-ROM2（日语：SUPER CD-ROM2）平台。
- 1995年12月29日- 第五代《伊蘇V 消失的砂之都凱芬（凱芬篇）》於SFC平台發售。
- 1998年 4月24日- 重製版《永遠的伊蘇I》於Microsoft Windows平台發售。
- 2000年 7月 6日- 重製版《永遠的伊蘇II》於Microsoft Windows平台發售。
- 2003年 9月27日- 第六代《伊蘇VI 納比斯汀的方舟（迦南諸島篇）》於Microsoft Windows平台發售。
- 2005年 3月24日- 重製版《伊蘇III 伊蘇歸來的漂泊者（菲爾佳娜篇）》於PS2平台發售。
- 2005年 5月26日- 重製版《伊蘇IV 太陽的假面（塞爾塞塔篇）》於PS2平台發售。
- 2005年 6月30日- 重製版《菲爾佳娜之誓（菲爾佳娜篇）》於Microsoft Windows平台發售。
- 2006年12月21日- 前傳　《伊蘇·始源（700多年前的伊蘇篇）》於Microsoft Windows平台發售。
- 2006年 3月30日- 重製版《伊蘇V 消失的砂之都凱芬（凱芬篇）》於PS2平台發售。
- 2009年 9月17日- 第七代《伊蘇7（阿爾塔戈篇）》於PSP平台發售。
- 2010年 4月22日- 重製版《菲爾佳娜之誓（菲爾佳娜篇）》於PSP平台發售。
- 2012年 9月27日- 重製版《塞爾塞塔的樹海（塞爾塞塔篇，官方重製正史版本）》於PSV平台發售。
- 2015年12月 1日- 重製版《塞爾塞塔的樹海（塞爾塞塔篇，官方重製正史版本）》於Microsoft Windows平台發售。
- 2016年 7月21日- 第八代《伊蘇VIII 丹娜的隕涕日（賽連島篇）》於PSV平台發售。//中文版於8月11日上市
- 2017年 5月25日- 第八代《伊蘇VIII 丹娜的隕涕日（賽連島篇）》於PS4平台發售。
- 2019年 9月26日- 第九代《伊蘇IX -怪人之夜-（巴爾鐸克篇）》於PS4平台發售
- 2020年 5月25日- 重製版《塞爾塞塔的樹海：改（塞爾塞塔篇，官方重製正史版本）》於PS4平台發售。
- 2023年 4月27日- 重製版《伊蘇回憶錄 -菲爾迦納的誓約-》於Nintendo Switch平台發售。
- 2023年 9月28日- 第十代《伊蘇X -北境歷險-》（奧貝利亞灣篇）於PS4、PS5及Nintendo Switch平台發售。

## 系統
伊蘇系列的系統基本上和許多動作角色扮演遊戲一樣都是在一個廣大的平面地圖上移動。目前只有初版的《伊蘇III》是採用横向卷軸的設計。
《伊蘇VI》開始改變為2D和3D混合的設計，場景以3D為主，人物等以八向角度的2D圖片來擬似3D。這種設計同時兼備了保有3D的立體感與2D的精緻畫質；而Falcom公司在2005年發行的《菲爾佳娜之誓》便是將《伊蘇III》的故事作為藍本，同樣以2D和3D混合的設計作為遊戲系統的重製版。2006年底發行的《伊蘇·始源》同樣採用這個系統。
《伊蘇VII》則是系列中第一款主要部份皆為3D引擎的作品。之後的《塞爾塞塔的樹海》和《伊蘇VIII》也採用了3D引擎。
在戰鬥操作上，除了横向卷轴式《伊蘇III》之外，一直到《伊蘇IV》都是以奔跑衝撞敵方作為攻擊方式，《伊蘇V》開始改以揮劍攻擊。伊蘇系列是動作角色扮演遊戲，所以不像RPG一樣需要選擇大量的指令，「容易上手」是伊蘇系列的主要賣點。

## 世界設定
原本伊蘇系列應該有一致性的世界設定，但是随着初期開發人員的流失，造成後來設定上的矛盾漸增，所以開發人員重新檢視伊蘇系列的整體性。現行的設定是以在《伊蘇IV》登場的「有翼人的古代文明」主題作為全系列的主軸，之後的作品皆以此為基準，藉由增加新內容來重新解釋伊蘇的故事。

### 亞特鲁·克里斯汀
亞特鲁·克里斯汀（Adol Christin）
一頭紅髮的年輕劍士，伊蘇系列本篇遊戲的主角。
他的冒險經歷始於當他從港口城镇普羅瑪洛克，來到艾斯塔里亞之時。被稱作「紅髮亞特魯」
在50多歲後返回故鄉，以自己的冒險歷程為主題，寫了百餘冊冒險日誌流傳於後世。目前的官方設定無從得知亞特魯是否有配偶。
冒險日誌完成後再度外出冒險，到北極點的中途與外界失聯，一般認為已經死亡。
前幾代遊戲中多半以旁白字幕或是劇情描述亞特魯的意思，因此玩家無法見到亞特魯與其他角色的對話。唯一的例外是在《伊蘇II》結局，在為了封印黑真珠而離去的女神菲娜的背後，亞特魯輕輕地呼喚了「菲娜」的名字。(開頭也有）
由於系列作品多次於故事中遭遇危難失去意識，然而隨後便會遭到該部作品的女主角所搭救並治癒。此種故事發展模式在玩家間成為了笑談，戲稱亞特魯為「紅髮色魔」。
部分聲優未公開的系列作及動畫OVA中的聲優為草尾毅，從《塞爾塞塔的樹海》開始更換為梶裕貴。

### 各代重要女性角色
各代作品主要女性角色都以“阿”音来作名字结尾：
- YS0：尤妮卡（ユニカ）、艾波娜（エポナ）、瑪莎（ミュシャ）
- YS1：菲娜（フィーナ）、蕾雅（レア）
- YS2：莉莉亞（リリア）、瑪麗亞（マリア）
- YS3：爱蕾娜（エレナ）
- YS4：莉莎（リーザ）、卡娜（カーナ）、康莉莉卡（カンリリカ）、芙麗妲（フリーダ）
- YS5：蒂拉（テラ）
- YS6：奥露哈（オルハ）、伊莎（イーシャ）
- YS7：缇雅（ティア）、瑪雅（マヤ）、艾夏（アイシャ）、麥雪拉（マイシェラ）
- YS8：丹娜（ダーナ）、蘭可莎（ラクシャ）、莉歌塔（リコッタ）
- YS9：琪莉西亞（キリシャ）、亞涅莫娜（アネモナ）、尤法（ユファ）、羅斯薇塔（ロスヴィータ）
- YS10：卡嘉（カージャ）

### 冒險日誌
除了前傳《伊蘇·始源》之外，伊蘇系列的各作故事都被設定為「百餘冊的亞特魯冒險日誌中的一冊」，這些虛構書籍皆另有與遊戲標題不同的書名，目前共有：
| 書名                      | 系列     | 亞特魯的年齡 |
| ------------------------- | -------- | ------------ |
| 失落的古代王國 序章（）   | 伊蘇I    | 17歲         |
| 失落的古代王國 最終章（） | 伊蘇II   | 17歲         |
| 北境人的失樂園（）        | 伊蘇X    | 17歲         |
| 塞爾塞塔的樹海（）        | 伊蘇IV   | 18歲         |
| 菲爾佳娜冒険記（）        | 伊蘇III  | 19歲         |
| 失落的砂之都凱芬（）      | 伊蘇V    | 20歲         |
| 蓋提海航行記（）          | 伊蘇VIII | 21歲         |
| 探尋翼之民（）            | 伊蘇VI   | 23歲         |
| 阿爾塔戈的五大龍（）      | 伊蘇VII  | 23歲         |
| 巴爾鐸克監獄（）          | 伊蘇IX   | 24歲         |

### 冒險舞台
伊蘇的世界被認為是以參考羅馬帝國時代的歐洲為藍本，這項推測可由遊戲中的多項世界設定跟現實世界中的國家相對應得到印證。
各代舞台
- 艾烏羅佩地區

- 艾斯塔里亞：《伊蘇·始源》、《伊蘇I》、《伊蘇II》
- 菲爾佳娜：《伊蘇III》
- 塞爾塞塔：《伊蘇IV》

- 阿弗羅卡大陸

- 森德里亞：《伊蘇V》
- 阿爾塔戈：《伊蘇VII》

- 亞托拉斯海

- 迦南諸島：《伊蘇VI》

伊蘇地名對照表
| 伊蘇世界地名              | 現實世界對照              | 備註                                                                            |
| ------------------------- | ------------------------- | ------------------------------------------------------------------------------- |
| 艾雷西亞大陸（，Eresia）  | 歐亞大陸（）              |                                                                                 |
| 艾烏羅佩地區（，Europe）  | 歐洲（，Europa）          |                                                                                 |
| 葛里亞地區（，Gllia）     | 高盧（，Gallia）          |                                                                                 |
| 加爾曼地區（，Garman）    | 日耳曼（，Germania）      |                                                                                 |
| 伊斯巴尼地區（，Ispani）  | 西班牙（，Hispania）      |                                                                                 |
| 布里台（，Britai）        | 不列顛（，Britannia）     |                                                                                 |
| 艾斯塔里亞（，Esterior）  | 不詳                      | 海外小島，《伊蘇·始源》、《伊蘇I》舞台。                                        |
| 伊蘇（，Ys）              | 不詳                      | 漂浮的天空之城，《伊蘇II》舞台。                                                |
| 普羅瑪洛克（）            | 不詳                      | 地理位置位應於現實世界的法國境內。                                              |
| 斯特爾丹（）              | 阿姆斯特丹（）            |                                                                                 |
| 塞爾塞塔（，Celceta）     | 梅塞塔高原（）            | 《伊蘇IV》舞台。                                                                |
| 伊迪斯（）                | 加的斯（）                | 亞特魯在此與羅門士兵發生衝突，決定前往迦南諸島。                                |
| 巴雷西亞（）              | 巴塞隆納（） 瓦倫西亞（） | 名稱來自組合。亞特魯結束桑德利亞的冒險後來到此處。 遇見多奇後，兩人前往伊迪斯。 |
| 菲爾佳娜（，Felghana）    | 不詳                      | 《伊蘇III》舞台。                                                               |
| 格利克（，Greek）         | 希臘（）                  |                                                                                 |
| 羅門帝國（，Romn）        | 羅馬帝國（，Roma）        | 伊蘇世界中的諸國以古羅馬時代為原型。                                            |
| 阿爾普大山脈（，Alp）     | 阿爾卑斯山脈（）          |                                                                                 |
| 玫德海（，Middle Sea）    | 地中海（）                |                                                                                 |
| 艾西亞次大陸（，Esia）    | 亞洲（）                  |                                                                                 |
| 提格雷斯河（，Tigres）    | 底格里斯河（）            |                                                                                 |
| 奧利艾塔地區（，Orietta） | 阿拉伯半島                | 名稱來自東方（）。                                                              |
| 阿弗羅卡大陸（，Afroca）  | 非洲（）                  |                                                                                 |
| 森德里亞（，Xandria）     | 亞歷山大港（）            | 《伊蘇V》舞台。                                                                 |
| 蘇尼恩港                  |                           | 。                                                                              |
| 阿爾塔戈（，Altago）      | 迦太基（，Carthago）      | 《伊蘇VII》舞台。                                                               |
| 斯哈拉大沙漠（，Shara）   | 撒哈拉沙漠（）            |                                                                                 |
| 亞美利亞大陸（）          | 美洲（）                  |                                                                                 |
| 迦南諸島（，Canaan）      | 迦南（）                  | 《伊蘇VI》舞台。                                                                |
| 亞托拉斯海（，Atlas）     | 大西洋（）                |                                                                                 |
| 巴爾鐸克（，Balduq）      | 巴士底獄（）              | 《伊蘇IX》舞台，將近500年的古代煉金術遺址，別稱「監獄都市」。                   |
| 亞托拉斯大陸（，Atlas）   | 亞特蘭提斯（）            | 有翼人的沉沒大陸。                                                              |

- 中文版無提到正式譯名者以原文為主。第三外語為拉丁文。

### 世界用語
皆以各代最新一作的設定為主。
艾爾汀/艾魯迪恩文明
- 艾爾汀王國

約2000年前建立的古代王國。
因艾玫拉斯技術的興盛而繁榮一時，1500年前研發了白艾玫拉斯所製成的軀殼，成為有翼人。
也與人類和平共存，並將技術傳授給他們。
但在1000年前納比斯汀方舟的暴走造成的第二次海平面上升，而沉沒於海底中滅亡。
- 有翼人

正如其名，其背部生有雙翼。
曾在亞托拉斯大陸上曾經構築了艾爾汀文明，擁有遠遠超越現今文明的技術。製作出了艾玫拉斯此種金屬。
1500年前隨著技術的發展，人們捨棄了肉身，轉移到白艾玫拉斯所製成的軀體，得到了不老不死的存在。並利用被稱為「精靈之母」的白艾玫拉斯所製人工子宮來產生後代，即為後世所稱的「有翼人」。
在亞托拉斯大陸沉沒後，大部分有翼人選擇捨棄軀體前往純粹的精神世界。少部分有翼人帶著艾玫拉斯的技術前往其它大陸，傳授給當地的人民使之繁榮興盛，成為神一般的存在。其建立的文明如伊蘇與塞爾塞塔等。
- 艾玫拉斯

有翼人所精鍊出的具有強韌構造的結晶質纖維，造就了艾爾汀文明的興盛
本體無色，但隨著精煉方法的不同可變化為青、紅、金、白、黑等各種顏色，並且每一種顏色都具有特殊的力量。白黑雙色的艾梅拉斯的力量尤為強大，其製法並未傳給人類。隨後一部分懷有野心的人類自製了灰艾玫拉斯。
| 艾玫拉斯種類 | 成品                           | 備註                                         |
| ------------ | ------------------------------ | -------------------------------------------- |
| 青艾玫拉斯   | 青之鍵利瓦特、月之假面         | 具備「風」屬性。                             |
| 赤艾玫拉斯   | 赤之鍵布里蘭特、賢者之石       | 具備「火」屬性。                             |
| 金艾玫拉斯   | 金之鍵艾利克希爾、太陽假面     | 具備「雷」屬性。                             |
| 黑艾玫拉斯   | 黑之鍵雅露瑪裡恩、黑真珠，方舟 | 代表「力量」，同時具有青赤金三種屬性的力量。 |
| 白艾玫拉斯   | 瑟米神鏡、有翼人之軀殼         | 代表「生命」，擁有駕馭黑屬性的能力。         |
| 灰艾玫拉斯   | 龍神兵                         | 部分人類提煉黑白雙色的失敗品。               |
- 納比斯汀的方舟（The Ark of Napishtim）

由古代有翼人雅露瑪創造，黑艾玫拉斯所製，位於迦南諸島上的氣候控制裝置。
在亞托拉斯大陸第一次海平面上升後，許多土地淹沒，為了防範第二次海平面上升所製作的操控氣象裝置。需要以白艾玫拉斯作為啟動與更改程序的鑰匙。
然而暗之一族以奪取而來的黑之鍵雅露瑪裡恩強制啟動裝置，讓方舟暴走引起了第二次海平面上升，其結果導致亞托拉斯大陸沉沒。
部分的機能仍持續中，引起了讓迦南諸島與世隔絕的迦南大渦。在《伊蘇VI》為亞特魯所破壞。
- 黑真珠[8]

黑艾玫拉斯所製。
兩位年輕的有翼人帶著它與部分逃離亞托拉斯大陸的人類，來到了艾斯塔里亞地區，建立了古王國「伊蘇」。兩位年輕的有翼人因此被稱為雙子女神。伊蘇的人們以它的力量研發出了魔法金屬「庫雷利亞」，造就伊蘇的興盛。
然而在製造過程中卻出現了「魔」的力量與產生了強大的魔物，也引起了伊蘇六神官之一凱因·法克特的覬覦。在《伊蘇·始源》中魔化後與黑真珠融合，成為了魔王達姆。而後為雙子女神使用翼的力量所封印。
在《伊蘇I》、《伊蘇II》中再次覺醒，而後又被雙子女神再次封印。
- 太陽面具

金艾玫拉斯所製。
有翼人艾迪爾帶著它來到塞爾塞塔地區，建立了繁榮的古塞爾塞塔王國。
戴上後可解讀「生命之書」，藉其內容來改寫世界的因果。。
在艾迪爾黑化後，古塞爾塞塔國以青艾玫拉斯創造了月之假面加以抑制。太陽面具也被封印在達南。在《塞爾塞塔的樹海》最後亞特魯將它投入至火山口中毀滅。
- 生命之書[9]

世界的設計圖，記載著世界上的一切，無稐是世界的性質、構造還是歷史，甚至是未來過去所發生的所有事。若藉由其上的內容作出對應，便可改寫世界的因果。
艾迪爾以太陽面具進入後，不斷以讓人類朝好的方向成長為目標，而改寫了許多會造成人類滅亡的可能。
然而800年前艾迪爾卻因為改寫歷史的副作用產生黑化。隨後以月之假面抑制後，封印了太陽假面與生命之書。
- 賢者之石

赤艾玫拉斯所製。
鍊金術師加比爾在森林深處所發現，以此力量接近了凱芬國王，在幫助消滅了鄰國後成為凱芬實質的支配者。起身反抗的人們透過六結晶之力將賢者之石與凱芬國一同封印於異空間中。
隨著封印減弱後，賢者之石的力量加速了森德里亞地區的沙漠化。在《伊蘇V》中亞特魯粉碎了賢者之石，使一切事件畫上了句點。
暗之一族
不擇手段尋求艾玫拉斯技術與力量的人類一族。
1000多年前有翼人傳授了精鍊艾玫拉斯的技術給了他們。但不久後將之使用於人類之間的戰爭上。
並不滿足於只得到青、紅、金三種艾玫拉斯的製造法，尋求黑白雙色的精鍊法而與有翼人產生嫌隙。研發出自製的灰艾玫拉斯產生了稱為龍神兵的強力生化兵器。在奪取了黑之鍵雅露瑪裡恩後意圖強佔方舟，卻導致方舟暴走而使亞托拉斯大陸沉沒。
在《伊蘇·始源》、《伊蘇VI》中的後裔仍不斷的追尋艾玫拉斯的力量。
龍神兵
灰艾玫拉斯的衍生成品，具有高度戰鬥能力的生物兵器。
有著自我意識的龍神兵「加爾巴蘭」在菲爾佳娜地區成為魔王一般的恐怖存在，但隨後為當時的英雄傑諾斯所封印。在《伊蘇III》中再次復活，最後由切斯特·斯多達特啟動自爆裝置，犧牲自己的性命與它一同葬身在海底之中。
《伊蘇VI》中的遺跡可以看見龍神兵在培養器裡的幼體。
《塞爾塞塔的樹海》中古英雄雷凡斯為了抑制艾迪爾黑化後的力量，製作了白色龍神兵「索爾加爾瓦」與之對抗。
伊蘇王國
由雙子女神與六神官所統治的古代王國。因黑真珠及開發出庫雷利亞金屬而興盛繁榮。
700多年以前曾位於地上，但因魔物襲來而逃往天空。從那以來便一直浮游在空中。《伊蘇II》中再度回到地面。
六神官
與女神們一同逃離亞托拉斯大陸的人們中，以六位具有高度魔法造詣及技術的六人為首，成為了六神官。協助女神管理伊蘇，而後形成世代相傳的家族體系。
分別有「力之托霸」、「時之梅薩」、「光之達比」、「大地之哈達爾」、「智慧之傑瑪」「心之法克特」。
其中「心之法克特」家族的凱因·法克特為了黑真珠的力量，在《伊蘇·始源》中策劃了一連串陰謀，最後成為了魔王達姆。然而其野心為長子托爾·法克特所阻。
《伊蘇·始源》之後托爾·法克特返回天空中的伊蘇接任神官之位。其弟雨果·法克特與優妮卡·托霸、利克·傑瑪三位神官族人選擇留在地面上，其後裔在《伊蘇I》中登場。
伊蘇之書
記載了伊蘇王國歷史的六冊書籍。
為托爾回到天空中的伊蘇後與其他神官討論所著。《伊蘇I》亞特魯集齊六本書後被傳送往空中的伊蘇王國。
達姆之塔
《伊蘇·始源》、《伊蘇I》的舞台。是座垂直聳立、直通天際的未完成建築。
在其末段之側有一以小橋相連的小塔，名為「拉多之塔」（The Tower of Rado）。
是為了爭奪「黑珠」力量的魔物與暗之一族建造，追擊升上天空的伊蘇國中心地帶薩爾門神殿。
塞爾塞塔王國
古英雄雷凡斯所建。
因有翼人艾迪爾帶來太陽的假面後，使原本荒蕪的土地成為富庶繁榮的樂園。然而隨著太陽的假面失控後，此地成為了一片樹海，王國也消失在歷史洪流之中。
現今的塞爾塞塔為羅門帝國所佔領，為了開拓樹海而建立了邊境都市嘉斯南，但面對詭譎莫測的樹海卻是無可奈何，開發遲遲沒有進展。而在樹海中還有數個獨立自主的村落，如位於樹海大樹上的科莫多，還有位於大河河畔的賽爾雷等等。
- 海蘭德

位於樹海大河對岸的「原始之地」，與世隔絕的隱世市鎮。
由塞爾塞塔王國滅亡後，艾迪爾領導的遺民所組成，也有著許多由外招攬的人才。在艾迪爾所授予的智慧下，有著比當今的羅門帝國還高超的技術水平。
- 達南

位於樹海西部深處的一個村鎮，過去未歸順過塞爾塞塔王國的隱密之里。
居民為暗之一族的後裔，當年與艾迪爾一同自亞托拉斯大陸來到塞爾塞塔，被海蘭德人稱為通曉歷史者。對因為祖先的貪婪導致亞托拉斯大陸沉沒而心懷愧疚，自稱是負有罪惡的人，也自認沒資格在塞爾塞塔王國中安逸生活，所以獨自隱居在樹林之中，默默守護著塞爾塞塔。
阿爾塔戈公國
位於阿弗羅卡大陸西部，由公王所統治的國家。
擁有少數卻精銳的龍騎士團，為軍事強國。雖然貿易興盛，隨著貧富差異越來越大，加上巨獸的出現以及神秘病症伊斯卡熱的蔓延，國家陷入不穩的情勢中。
羅門帝國
艾雷西亞大陸上屈指可數的擁有強大軍事力的國家。
《伊蘇IV》中欲將版圖擴展到塞爾塞塔，《伊蘇VI》中則為掠奪而侵攻迦南諸島。
也曾與阿爾塔戈交戰，但《伊蘇7》的時間點處於停戰狀態。
星刻騎士團
為艾雷西亞大陸的大型宗教「星刻教團」麾下的騎士團，是教團的直屬的仲裁部隊。
與羅門帝國有合作且相互監督關係，其實力與羅門帝國的禁衛軍相當，擅長煉金術與科學、考古研究。

## 失落的古代王國伊蘇
失落的古代王國伊蘇
是以消失的古代王國「伊蘇」為主題，在「艾斯塔里亞」此地的故事。由《伊蘇I》和《伊蘇II》兩代的故事組合而成。
此時亞特魯為17歲。亞特魯的百餘冊冒險日誌中將此代故事記載為「失落的古代王国」。

### 伊蘇I
伊蘇 失落的古代王國 序章（Ancient Ys Vanished Omen）
由Falcom開發。初版在1987年6月21日發行於PC-88平台。重製版《永遠的伊蘇I》在1998年4月24日發行於Microsoft Windows平台。
好奇心旺盛的紅髮少年亞特鲁·克里斯汀在港口城鎮普羅瑪洛克聽見了奇怪的傳言。從港遠眺過去可以看見海另一端的艾斯塔里亞，似乎有著暴風雨必會襲擊接近船隻的詛咒。無法抑制住冒險衝動的亞特鲁不顧周圍人們的勸阻隻身以小船前往,不過還是被暴風雨捲入了海中……。
不久後他在艾斯塔里亞的小醫院醒來，從醫生處了解了這個地方遭到稱為「嵐之結界」所引起的暴風雨包圍的異常事件，於是決定在此展開冒險的旅程並解決異常事態。

### 伊蘇II
伊蘇 失落的古代王國 最終章（ancient Ys Vanished The Final Chapter）
由Falcom開發。初版在1988年4月22日發行於PC-88平台。重製版《永遠的伊蘇II》在2000年7月6日發行於Microsoft Windows平台。
在前作的冒險中收集了全部6冊伊蘇之書的亞特鲁·克里斯汀，遭到書的力量傳送至浮在天空中的古代王國伊蘇。在廢墟中昏迷的亞特鲁被蘭斯村的少女莉莉亞所救，從莉莉亞的母親處得知其實莉莉亞有著十分嚴重的病。為了尋找替莉莉亞治病的方法與解開6冊伊蘇之書之謎，亞特魯開始了於伊蘇王國中的冒險。
前作所尚未解開的各種各樣的謎團將於古代王國伊蘇中全部解開。

### 伊蘇I·II
為《伊蘇I》和《伊蘇II》兩代的合輯版本。各版本有不同的题名，如《永遠的伊蘇I·II》、《伊蘇編年史》等。

### 發售版本
伊蘇I
- （伊蘇 失落的古代王國 序章）
- （永遠的伊蘇）
- （永遠的伊蘇VE）
- （伊蘇I完全版）
- （伊蘇 編年史）
- （新伊蘇I 3D）
- （新伊蘇I 3D外傳）
- （伊蘇I DS）

伊蘇II
- （伊蘇 失落的古代王國 最終章）
- （伊蘇：最終章）
- （永遠的伊蘇II）
- （伊蘇II完全版）
- （伊蘇II DS）

伊蘇I·II
- （伊蘇I・II）
- （伊蘇I・II完全版）
- （伊蘇I・II永恆的故事）

## 伊蘇III
亞特魯與伙伴多奇在旅途中巧遇一位占卜師。然而占卜師卻預言了多奇的故鄉將迎來一場前所未有的浩劫。於是亞特魯便陪同擔憂著故鄉的多奇一同回到了他多年未歸的故鄉——菲爾佳娜。
《伊蘇III》的時間點晚於《伊蘇IV》，此時亞特魯為19歲。亞特魯的百餘冊冒險日誌中將此代故事記載為「菲爾佳娜冒險記」。

### 伊蘇歸來的漂泊者
伊蘇III 伊蘇歸來的漂泊者（WANDERERS FROM Ys）
由Falcom開發。
初版在1989年7月21日發行於PC-88平台。

### 菲爾佳娜之誓
伊蘇 菲爾佳娜之誓（Ys -The Oath in Felghana-）
由Falcom將《伊蘇III》以3D重製的版本。
初版在2005年6月30日發行於Microsoft Windows平台。
2010年4月22日推出PSP平台的版本有劇情語音。
2023年4月27日推出Nintendo Switch平台的高清重製版《伊蘇回憶錄-菲爾迦納的誓約-》。

### 發售版本
- （伊蘇III）
- （伊蘇III 伊蘇歸來的漂泊者）
- イース -フェルガナの誓い-（伊蘇：菲爾佳娜之誓）
- （伊蘇回憶錄-菲爾迦納的誓約-）

## 伊蘇IV
發生在「塞爾塞塔」的故事。
此代Falcom只提供故事原案，將開發授權給Hudson與Tonkin House兩間公司。分別開發出了《伊蘇的黎明》以及《太陽的假面》兩種版本。然而兩間公司的世界設定與故事，與伊蘇系列的原設定皆有所衝突。
2012年Falcom自行開發了《塞爾塞塔的樹海》作為四代的官方正式版本。目前設定皆為此版本為主。

### 伊蘇的黎明
伊蘇IV 伊蘇的黎明（The Dawn of Ys）
由Hudson開發。
初版在1993年12月22日發行於PC Engine與SUPER CD-ROM2平台。
伊蘇的黎明中，劇情橫跨艾斯塔里亞與塞爾賽塔兩地。

### 太陽的假面
伊蘇IV 太陽的假面（YsIV MASK OF THE SUN）
由Tonkin House開發。
初版在1993年11月19日發行於SFC平台。

### 太陽的假面-a new theory-
伊蘇IV 太陽的假面-a new theory-（YsIV MASK OF THE SUN -a new theory-）
由Arc System Works所開發移植的新版本。
初版在2005年5月26日發行於PS2平台。

### 塞爾塞塔的樹海
伊蘇 塞爾塞塔的樹海（Ys: Foliage Ocean in Celceta）
由Falcom自行重製的《伊蘇IV》官方版本。
初版在2012年9月27日發行於PSV平台。
Windows中文版已經於2015年12月發行，台灣代理商為英特衛。
在結束了古代王國伊蘇的冒險後，亞特鲁·克里斯汀與多奇為了莉莉亞的病情，前往塞爾塞塔的樹海採集塞爾塞塔花，在多奇將塞爾塞塔花帶回艾斯塔里亞後。留下來的亞特魯卻在樹海深處失去了部分的記憶。為了找出當時在樹海中發生了什麼事情，亞特鲁與在凱斯南地區認識的夥伴們將再次前往樹海探險。
此代故事接續於《伊蘇I·II》之後，時間點在《伊蘇III》之前。亞特魯此時18歲。亞特魯的百餘冊冒險日誌中將此代故事記載為「塞爾塞塔的樹海」。

### 發售版本
- （伊蘇IV 伊蘇的黎明）
- （伊蘇IV 太陽的假面）
- （伊蘇IV 太陽的假面-a new theory-）
- （伊蘇 塞爾塞塔的樹海）

## 伊蘇V
結束了菲爾佳娜的事件後，尋求新的冒險的亞特魯隻身來到了阿弗羅卡大陸的港口城鎮森德里亞。在此接受了委託，調查傳說中500年前因鍊金術而繁榮的幻之都市凱芬。沿著行蹤不明的冒險者斯坦的足跡，探索在尋找幻之都市中有著關鍵作用的水晶，而展開了冒險。
此代故事時間點在《伊蘇III》之後，亞特魯此時20歲。亞特魯的百餘冊冒險日誌中將此代故事記載為「失落的砂之都凱芬」。

### 失落的砂之都凱芬
伊蘇V 失落的沙之都凱芬（Lost Kefin, Kingdom of Sand）
由Falcom開發。
初版在1995年12月29日發行於SFC平台。

### 發售版本
- （伊蘇V 失落的砂之都凱芬）
- （伊蘇V專業版）
- （伊蘇V -Lost Kefin, Kingdom of Sand-）

## 伊蘇VI
亞特魯和多奇搭上海盜船托雷斯·瑪麗斯號。駛向位於亞托拉斯洋遙遠西方的「迦南大渦」，卻在途中遭到羅門艦隊的襲擊，致使亞特魯落入海中。
漂流至迦南諸島海灘上的亞特魯，被擁有長耳和尾巴的列達族少女奧露哈所救。得知了迦南大渦造成使諸島與世隔絕的異態後，亞特魯又於此再次展開了冒險旅程。
此代故事時間點在《伊蘇V》的三年後，亞特魯此時23歲。亞特魯的百餘冊冒險日誌中將此代故事記載為「探尋翼之民」。

### 納比斯汀的方舟
伊蘇VI 納比斯汀的方舟（Ys VI -The Ark of Napishtim-）
由Falcom開發。
初版在2003年9月27日發行於Microsoft Windows平台。
2005年3月10日所推出的PS2版本增加了主線語音。
2007年2月1日發行PSP特別版，並加入些許要素。

### 發售版本
- （伊蘇VI 納比斯汀的方舟）

## 伊蘇·始源
伊蘇·始源（Ys Origin）
由Falcom開發。
初版在2006年12月21日發行於Microsoft Windows
在亞特魯活跃時代的700多年前，由雙子女神與六神官治理，藉由黑真珠與庫雷利亞金屬之力而繁榮的王國伊蘇，突然遭受魔物軍團侵襲。雙子女神與六神官決定藉由黑真珠之力，將伊蘇王國的中心地帶薩爾門神殿漂浮到空中。但魔物們卻建立了聳入雲端的高塔追擊。
在這關鍵時刻，象徵伊蘇的雙子女神卻連同黑真珠失去了蹤影，六神官們集結了騎士與魔道師的精銳力量組成女神搜索隊，前往地面艾斯塔利亞探尋女神的蹤影，故事就此展開。
此代故事依優妮卡、雨果、托爾三位主角分為三段不同劇情，其中托爾的劇情為伊蘇系列正史。

### 發售版本
- （伊蘇·始源）

## 伊蘇VII
結束了迦南諸島的冒險後，亞特魯與多奇得到了前往阿爾塔戈公國的機會。在那裡亞特魯接受了當地公王的委託，調查由地震而出現的神廟，以及有關於五大龍的傳說。
此代故事時間點在《伊蘇VI》半年後，亞特魯此時與VI同樣是23歲。亞特魯的百餘冊冒險日誌中將此代故事記載為「阿爾塔戈的五大龍」。

### 伊蘇7
伊蘇7（Ys SEVEN）
由Falcom開發。
初版在2009年9月17日發行於PSP平台。
簡體中文版由欢乐百世於2012年6月20日發行。繁體中文版由英特衛代理於2012年7月21日發行。

### 發售版本
- Ys SEVEN
- （PC簡體中文移植版）
- （PC繁體中文移植版）

## 伊蘇VIII
結束了沙之都的冒險後，亞特魯與多奇為了賺取旅費也節省交通費用，登上了前往艾雷西亞的定期客輪「倫巴底號」，打工的同時也尋找前往的阿爾塔戈公國的機會。
然而客輪在行經蓋提海惡名昭彰的神祕無人島「賽連島」附近海域時遭到不明的巨大觸手襲擊沉沒，亞特魯、多奇與「倫巴底號」的船員乘客因此漂流到了神秘的賽連島上。
要成功脫離無人島，漂流者們必須弄清楚巨大觸手的本體，卻意外發現沉睡在賽連島上的古文明「耶坦尼亞王國」的遺跡，而亞特魯也因為不明原因與古耶坦尼亞的宗教最高領袖「巨樹巫女」產生了意識連結。
為了求生，亞特魯等人在神秘的賽連島上展開了一連串的冒險，調查古文明的消失之謎。
此代故事時間點在《伊蘇V》後，《伊蘇VI》之前，亞特魯此時21歲。亞特魯的百餘冊冒險日誌中將此代故事記載為「蓋提海航行記」。

### 丹娜的隕涕日
《伊蘇VIII 丹娜的隕涕日》由Falcom開發，为PlayStation 4和PlayStation Vita双平台作品，PSV版2016年7月21日发售；PS4版新增了古代線部分劇情後，於2017年5月25日发售；Steam版於2018年4月17日發售；NS版於2018年6月由日本一發行。本作获得"《电击PlayStation》Award2016"年度游戏第三名。

## 伊蘇IX
本作接續亞特魯從結束阿爾塔戈公國的五大龍事件之後，與多奇一起旅行，經過羅門帝國與星刻騎士團的聯合管轄地，別名「監獄都市」的巴爾鐸克，亞特魯曾在賽連島上聽過艾爾朗的警告，如今正是碰到這個時刻，亞特魯被星刻騎士團以莫須有的罪名逮捕入獄，而羅門帝國派出的奇蹟調查官在審問的過程中告知亞特魯，他將在幾天後直接被送入羅門帝國王都內，帝國將對他進行更深度的審問與調查。
亞特魯等到了一個機會，用暗藏的叉子將牢房開鎖後進行逃獄，正當他瀕臨窮途末路之時，一位左手為煉金術義肢，右手持著奇特槍械，名叫「亞普莉麗絲」的神祕女性赫然現身，對著亞特魯射出一發名為「怪人化」的特殊子彈，這時，亞特魯的身體開始變異，獲得了「異常的力量」，他使用這股「異能（gift）」逃出生天，但他被告知「若身上的怪人化詛咒無法完全解除，則會永遠困在這座監獄都市」，而要解開這個詛咒，答案卻深藏在這座監獄都市「巴爾鐸克」之中...
為了逃出這個獄中獄，亞特魯再一次面對未知的「異常」，開始對這座美麗且危險的神秘都市展開抽絲剝繭的異色冒險。
此代故事時間點在《伊蘇VII》後，亞特魯此時為24歲。亞特魯的百餘冊冒險日誌中將此代故事記載為「巴爾鐸克之檻」。

### 怪人之夜
《伊蘇IX -怪人之夜-》（日語：イースIX -Monstrum NOX-）由Falcom開發，为PlayStation 4平台作品。2018年12月5日，Falcom架設「N.O.X計畫」預告網站作為前期宣傳。12月19日，於官方發表會上正式公開，「NOX」為拉丁語黑夜或黑夜女神之意。本作於2019年9月26日在日本發行，繁體中文與韓文版由雲豹娛樂代理，分別於2020年2月6日、13日發行。

## 伊苏X
伊蘇北境歷險的故事，描述著亞特魯一行從伊蘇國前往賽爾賽塔尋找賽爾賽塔花的旅途上，於歐貝利亞灣所經歷的冒險。劇中的亞特魯經歷莫名的鎖鏈，與少女卡嘉間產生了一段傳奇旅程。最終女主卡嘉將男主送往賽爾賽塔的船班，亞特魯一行繼續著新一輪的冒險旅程。

## 延伸作品
- 伊蘇戰略版（日语：イース・ストラテジー）
- 伊蘇Online
- 伊蘇vs.空之軌跡 Alternative Saga

## 相關產品
漫畫
- 伊蘇國物語、全7冊、原名
- 原名
- 原名
- 伊蘇國太陽的假面、全1冊、原名
- 原名

## 外部連結
- 官方网站：日文、繁体中文